# Красный (Шиловский район)
Красный — заброшенный поселок в Шиловском районе Рязанской области в составе Тимошкинского сельского поселения.

## Географическое положение
Поселок Красный расположен на Окско-Донской равнине на правом берегу реки Вонючки (Средника) в 13 км к юго-востоку от пгт Шилово. Расстояние от поселка до районного центра Шилово по автодороге — 30 км.
К северо-востоку от поселка находится небольшой лесной массив (Лес Суворцев), на западе — Лес Расторгуев и урочище Моховое Болото, на юго-западе — урочище Красная Поляна. Ближайшие населенные пункты — поселок Первомайский, а также поселки Александр-Нетрош и Пробуждение (Путятинский район).

## Население
По данным переписи населения 2010 года численность постоянного населения поселка Красный не установлена.

## Происхождение названия
Название «Красный» достаточно широко распространено в Центральной части России. Согласно словарю В. Даля, красный означает красивый, прекрасный; превосходный, лучший, синонимы — рудой, алый, чермный, червленой.

## История
В начале XX века местный помещик С. Суровцев, открыл в своем имении крахмальный завод и построил мельницу на реке Вонючке (Среднике). Для их обслуживания им были приглашены работники и основаны два поселка, один из них, у крахмального завода на правом берегу реки, получил название Красный.

## Известные уроженцы
- Геннадий Васильевич Карпушкин (1925—2009) — журналист и писатель, член Союза журналистов РФ.